# Wappen von Lądek-Zdrój

Wappen der Stadt

Das alte Gerichtssiegel und Wappen von 1989 bis 2015

Das Wappen der Stadt und der Gemeinde Lądek-Zdrój (deutsch Bad Landeck) zeigt einen silbernen (weißen) Löwen mit goldener Krone vor einem roten Hintergrund. Es geht zurück auf die mittelalterlichen Siegel der Stadt. Bei dem im Stadtwappen dargestellten Löwen handelt es sich um den Böhmischen Löwen.
Dem Wappen von Lądek-Zdrój ähneln die Wappen der Stadt Kłodzko (Glatz) und Wappen der Stadt Bystrzyca Kłodzka (Habelschwerdt). Die genannten Städte waren böhmische Königsstädte im Glatzer Land, das 1459 von König Georg von Podiebrad zur Grafschaft Glatz erhoben wurde.

## Beschreibung
Blasonierung = Im roten Schilde der aufgerichtete, doppelgeschwänzte und goldgekrönte silberne Löwe des Königreichs Böhmen.

## Geschichte
Es finden sich historische Siegel der Stadt mit den Inschriften „SIGILLVM.CIVITATIS.LANDECENSIS“ und „S.C.LANDECE“.
Im 16. Jahrhundert kam ein Gerichtssiegel auf, das zweigeteilt ist. Unten befindet sich ein schwarzes L (Minuskel-Initiale des Stadtnamens Landeck) auf goldenem Grund und oben die beiden goldenen Schrägbalken der Grafschaft Glatz im roten Feld. Die Umschrift lautet: „D.G.S.Z.LANDEK.G.G“ (Des Gerichts Sigil Zu Landek Grafschaft Glatz). Von 1989 bis 2015 war das Siegel in dieser Form das offizielle Wappen der Stadt.

## Das Wappen als Schmuck
Das Wappen befindet sich an einigen Bauwerken als Fassadenschmuck, u. a. mehrfach am Rathaus.

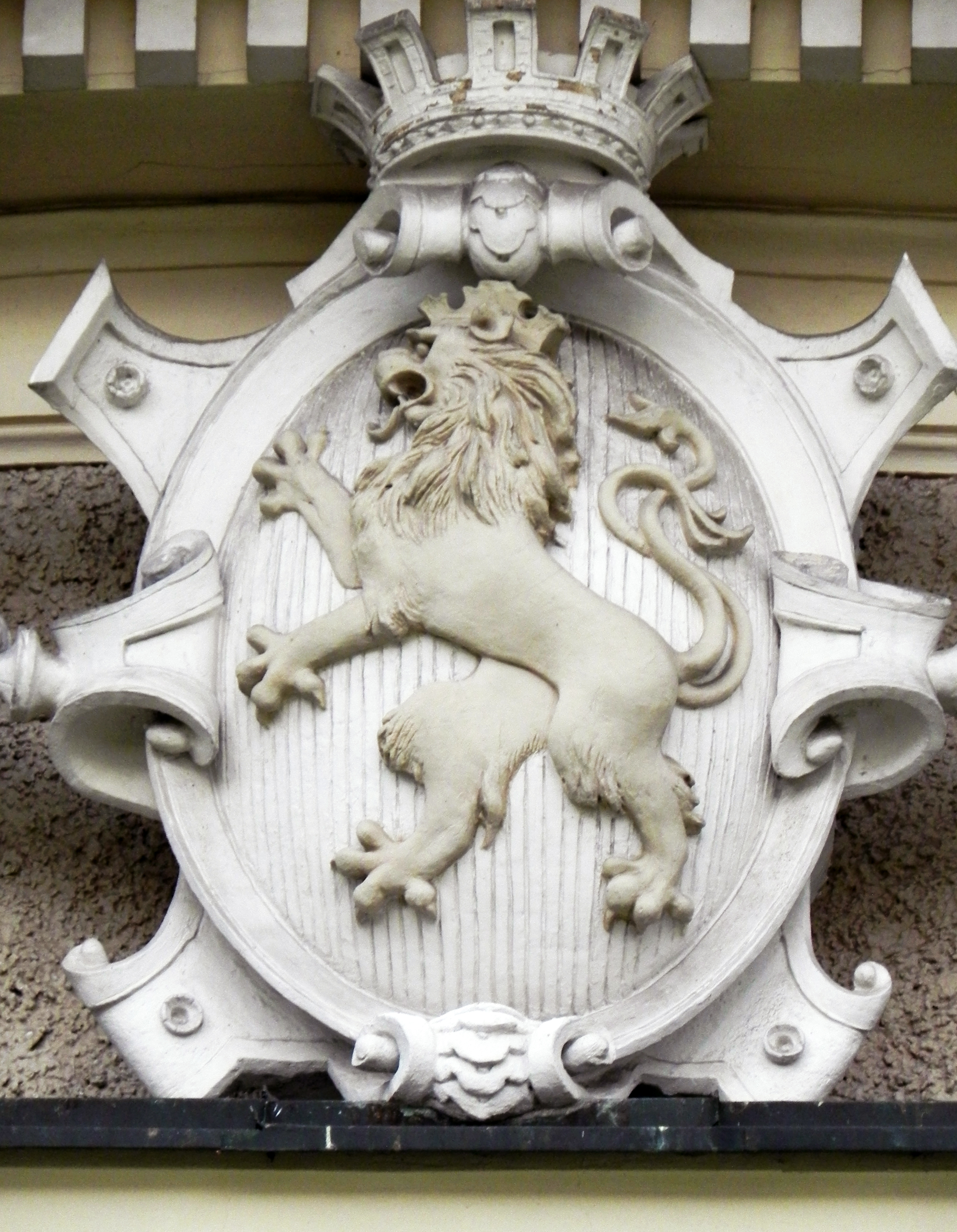
Hausschmuck
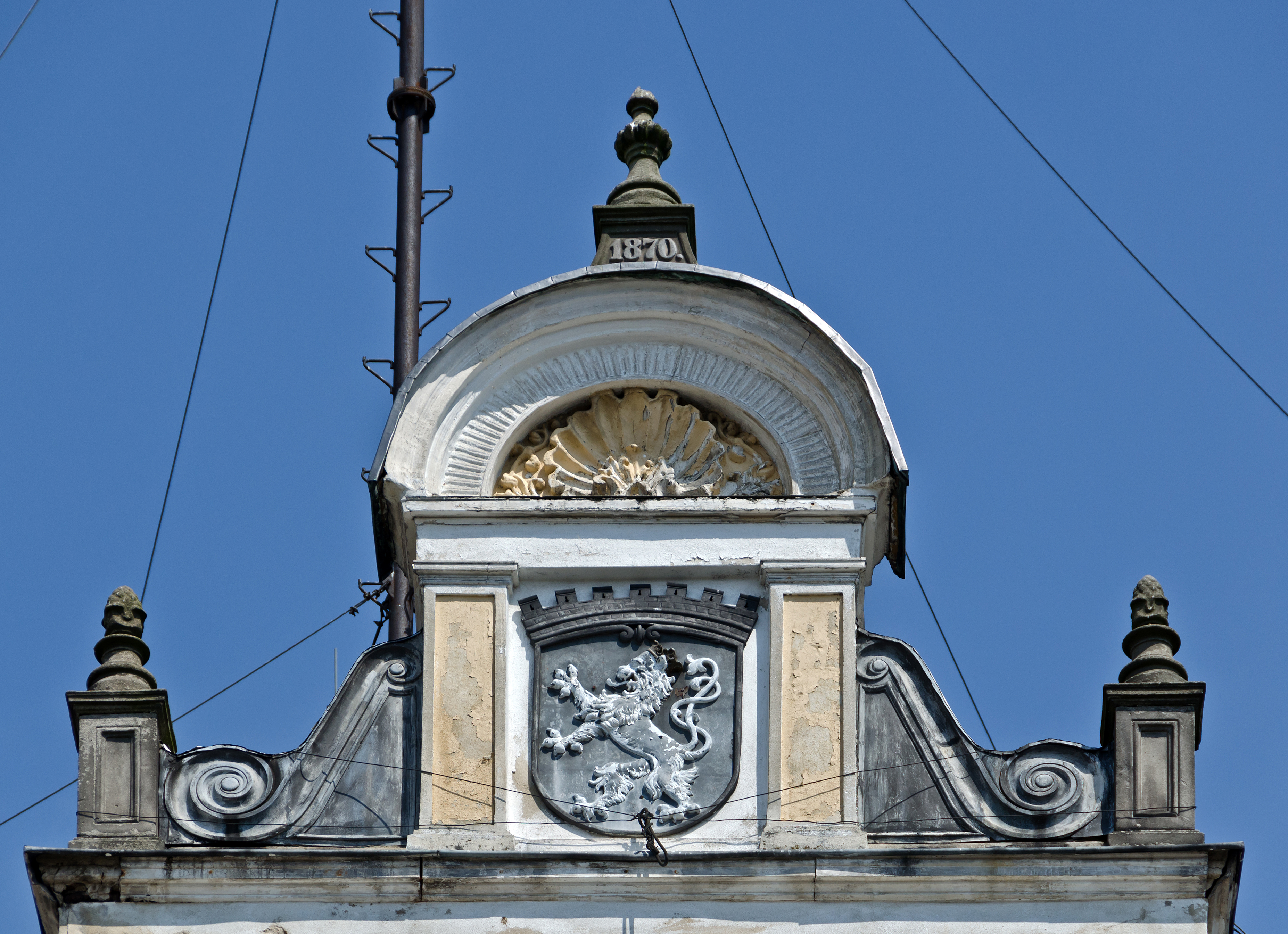
Am Rathaus
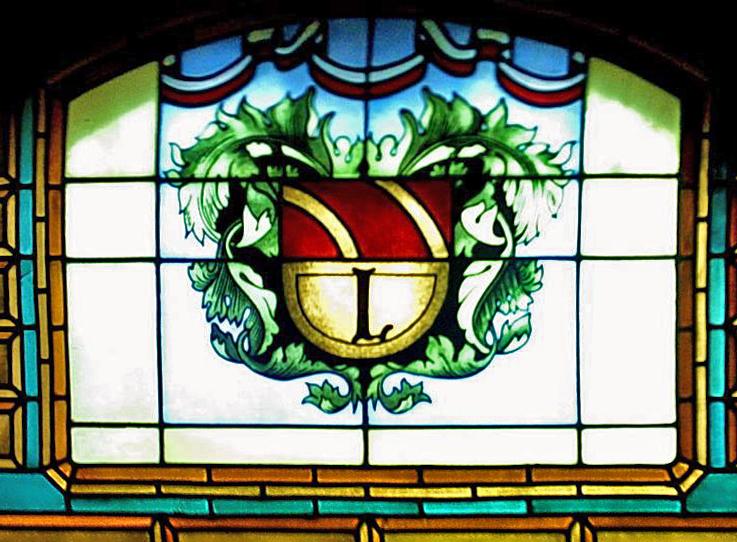
Am Rathaus